# Programa de Educação Escolar Pomerana
Programa de Educação Escolar Pomerana (PROEPO) é um programa educacional instituído no Brasil para incentivar culturalmente os municípios brasileiros que possuem o pomerano como língua oficial, ou que tenham muitos falantes desta língua.
Quase extinto na Pomerânia histórica, sendo praticamente falado apenas no Brasil, atualmente a língua pomerana já tem uma escrita, dada pelo linguista Ismael Tressmann, e nos municípios mais pomeranos do estado do Espírito Santo já existem aulas de língua pomerana através do Programa.

Municípios em que a língua pomerana é co-oficial no Espírito Santo.

## Municípios brasileiros que possuem língua co-oficialpomerana(ouPommersch)

### Espírito Santo
- Afonso Cláudio, no distrito de Mata Fria[4]
- Domingos Martins[5][6][7]
- Itarana[8][9]
- Laranja da Terra[6][7]
- Pancas[10][6]
- Santa Maria de Jetibá[3][11][6]
- Vila Pavão[12][6]

### Minas Gerais
- Itueta[13]

### Santa Catarina
- Pomerode[14][15]

### Rio Grande do Sul
- Canguçu[16][17]
- São Lourenço do Sul[18][19]

### Rondônia
- Espigão do Oeste[20]